# Leptocola stanleyana
Leptocola stanleyana es una especie de mantis de la familia Mantidae.

## Distribución geográfica
Se encuentra en Gabón, Camerún, Congo, Mozambique, Tanzania y  Togo.